# Missio canonica
Missio canonica — специальное разрешение в римско-католической церкви (РКЦ) на выполнение образовательных функций от имени церкви. Такое разрешение требуется не только священникам, но и школьным учителям, преподающим католическую религию (в том числе и в светских школах), а также преподавателям богословских дисциплин высших учебных заведений. Missio canonica было установлено в 805-м каноне Кодекса канонического права.
С получением missio canonica учитель религии даёт присягу проводить обучение в соответствии с учениями римско-католической церкви, а также самостоятельно следовать им. Учитель лишается missio canonica в случае отлучения или добровольного выхода из церкви. Также право missio canonica отзывается в случае, если учитель распространяет ересь (учения, противоречащие догматам РКЦ) или совершает греховные поступки (в понимании РКЦ).
Известные личности, лишённые missio canonica:
- Бергер, Давид — немецкий католический теолог и философ, учитель немецкого языка и католической религии.
- Кюнг, Ханс — швейцарский теолог, католический священник и писатель.
- Ланген, Йозеф — немецкий католический теолог.